# Griffinia rochae
Griffinia rochae är en amaryllisväxtart som beskrevs av G.M.Morel. Griffinia rochae ingår i släktet Griffinia och familjen amaryllisväxter. Inga underarter finns listade i Catalogue of Life.